# Route nationale 393
Pour les articles homonymes, voir Route 393.
La route nationale 393, ou RN 393, était une route nationale française reliant le Col du Donon à Blâmont. À la suite de la réforme de 1972, elle a été déclassée en D 993 pour les départements de Meurthe-et-Moselle, de la Moselle et du Bas-Rhin.
Au col du Donon, elle se séparait de la N 392 pour descendre le col en suivant la vallée de la Sarre Blanche.

## Ancien tracé (D 993)
- Col du Donon (km 0)
- Lafrimbolle (km 23)
- Cirey-sur-Vezouze (km 29)
- Blâmont (km 38)